# Emanuele Cacherano di Bricherasio

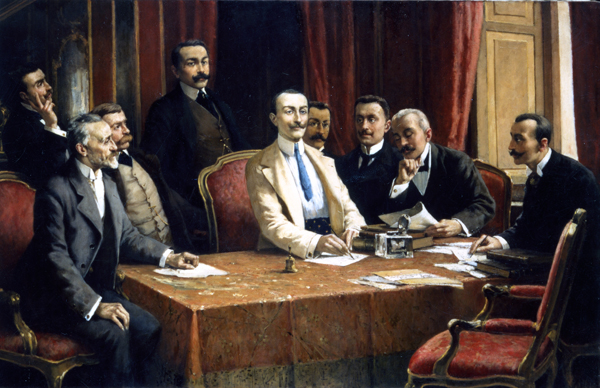
Lorenzo Delleani, I fondatori della F.I.A.T.
Emanuele Cacherano di Bricherasio è raffigurato al centro del dipinto, con la giacca chiara e la cravatta azzurra, nell'atto di firmare il documento costitutivo della F.I.A.T.

Emanuele Cacherano di Bricherasio (Torino, 25 agosto 1869 – Agliè, 3 ottobre 1904) è stato un imprenditore e nobile italiano, fondatore dell'Accomandita Ceirano, dell'Automobile Club d'Italia e della F.I.A.T., morto prematuramente in circostanze misteriose.

## Biografia

### Vita
Nato da una antica famiglia nobiliare di vasta ricchezza, era il secondogenito del cavaliere Luigi dei conti Cacherano di Bricherasio e della marchesa Teresa Massel di Caresana, nonché fratello di Sofia, che sarà l'ultima discendente del casato.
Divenuto orfano di padre a soli due anni, Emanuele crebbe in un ambiente permeato di arte, con la madre e la sorella dedite alla pittura e al mecenatismo.
In gioventù, come tradizionale consuetudine dei rampolli delle famiglie nobili, frequentò la Reale Accademia Militare di Modena, prestando poi servizio nell'Esercito come Ufficiale di Cavalleria presso il Reggimento Piemonte Reale di Saluzzo, dove conobbe Federico Caprilli, futuro Capitano di Cavalleria e intimo amico della famiglia Bricherasio.
Congedatosi con il grado di Tenente, Emanuele Bricherasio dovette necessariamente occuparsi degli affari della sua famiglia. Tuttavia venne presto contagiato dalla «febbre del modernismo» che, nell'ultimo ventennio del XIX secolo, costituiva l'argomento preferito delle conversazioni nei salotti bene dell'Italia settentrionale. Strabiliato e affascinato anch'egli dalle nuove invenzioni meccaniche provenienti dalla vicina Francia e dalla Germania, Bricherasio soleva frequentare il celebre Caffè Burello a Torino, meta di altri appassionati aristocratici, per discutere di cavalli e di automobili.
Fu forse tra i primi esponenti della nobiltà italiana a intuire le potenzialità dell'industria meccanica volta alla produzione di automobili a uso privato. Le sue idee progressiste e moderate gli valsero il nome di "conte rosso", talvolta rischiando di essere frainteso come filosocialista.

### La passione per l'automobile
Il 18 maggio del 1895 Bricherasio, insieme all'ingegner Sacheri, fu l'organizzatore della prima corsa motoristica italiana: la Torino-Asti-Torino; all'evento parteciparono appena cinque concorrenti, tra cui Giovanni Battista Ceirano, che in seguito diverrà socio di Bricherasio della prima società italiana per la costruzione di automobili. 

Nel 1898, con l'amico avvocato Cesare Goria Gatti e altri gentlemen-driver, organizzò la prima edizione della Mostra Italiana dell'Automobile, svoltasi presso la Palazzina delle Belle Arti del Parco del Valentino. 

Nell'autunno del 1898 Bricherasio, insieme al conte Biscaretti di Ruffia, fu tra i fondatori dell'Automobile Club di Torino, che in seguito divenne l'Automobile Club d'Italia. Contestualmente, Bricherasio si dedicò anche alla fondazione de L'Automobile, la prima rivista settoriale italiana.

### L'attività imprenditoriale

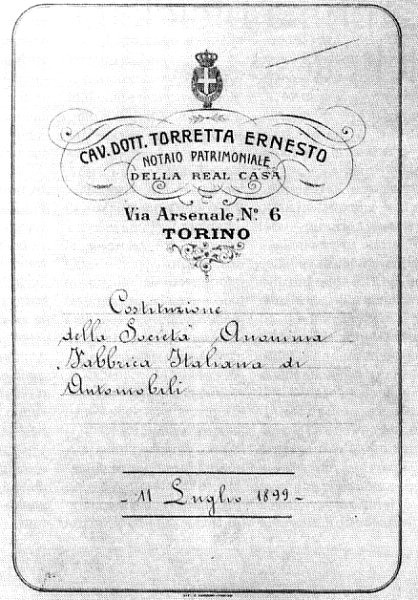
L'Atto Costitutivo della F.I.A.T., datato 11 luglio 1899

È sempre nel 1898 che Bricherasio coinvolse l'amico Goria Gatti, decidendo di sperimentare la realizzazione di una prima automobile tutta italiana. Egli, dopo aver coinvolto anche Attilio Calligaris e Pietro Fenoglio, fondò la Accomandita Ceirano & C., che si proponeva di realizzare i progetti motoristici dell'ingegner Aristide Faccioli avvalendosi del genio meccanico di Giovanni Battista Ceirano. 

La nuova società riuscì nel suo intento, realizzando e brevettando il prototipo della prima vettura italiana: la Welleyes. Il successo della vettura, presentata pubblicamente a Torino, fece pervenire le richieste di numerosi potenziali acquirenti; tuttavia, la modesta capacità produttiva della Ceirano non riusciva a soddisfare tutte le richieste.
Fu così che Bricherasio si prodigò per organizzare una più ampia cordata di finanziatori, allo scopo di reperire ulteriori risorse finanziarie sufficienti a trasformare quella esperienza pionieristica artigianale in una più concreta produzione industriale.
Dopo una lunga serie di contatti e di riunioni propedeutiche al Caffè Burello e dopo aver ottenuto l'appoggio finanziario del Banco di Sconto e Sete di Torino, Bricherasio e Goria Gatti riuscirono a coinvolgere un folto gruppo di aristocratici e imprenditori, convincendoli circa la convenienza di produrre automobili in serie. Era il 1º luglio del 1899 quando Bricherasio, nello studio della sua residenza torinese, convocò un gruppo di aristocratici e notabili per siglare l'accordo costitutivo di una prima società che prese poi il nome di F.I.A.T. 
Per l'occasione Bricherasio convocò anche il famoso pittore piemontese Lorenzo Delleani, amico della famiglia, per abbozzare il soggetto di un quadro che ritraesse lo storico evento. 

Lo stesso gruppo di persone, cui si aggiunse in un secondo tempo anche Giovanni Agnelli, si ritrovò l'11 luglio dello stesso anno presso il notaio Ernesto Torretta per l'atto di fondazione ufficiale.
A seguito della fondazione della F.I.A.T., Bricherasio rivestì la prestigiosa carica di vicepresidente e la vita del nobiluomo scorse tra le riunioni del consiglio di amministrazione, la frequentazione dei salotti aristocratici e le numerose iniziative promozionali per l'automobile, tra cui la prima edizione del Giro automobilistico d'Italia del 1901. Il suo fascino e la sua aitanza contribuirono anche a creargli la fama di tombeur de femmes, ponendolo sovente al centro dei pettegolezzi salottieri, forse ben più della sua attività imprenditoriale. Divideva questa fama con il suo migliore amico, conosciuto all'accademia militare: il Capitano Federico Caprilli, Uffuciale di Cavalleria, nonché primatista mondiale e campione di equitazione; il loro lungo e profondo legame d'amicizia si protrasse per tutta la vita, così come l'intensa frequentazione di Caprilli con la stessa famiglia Bricherasio.

### La prematura scomparsa

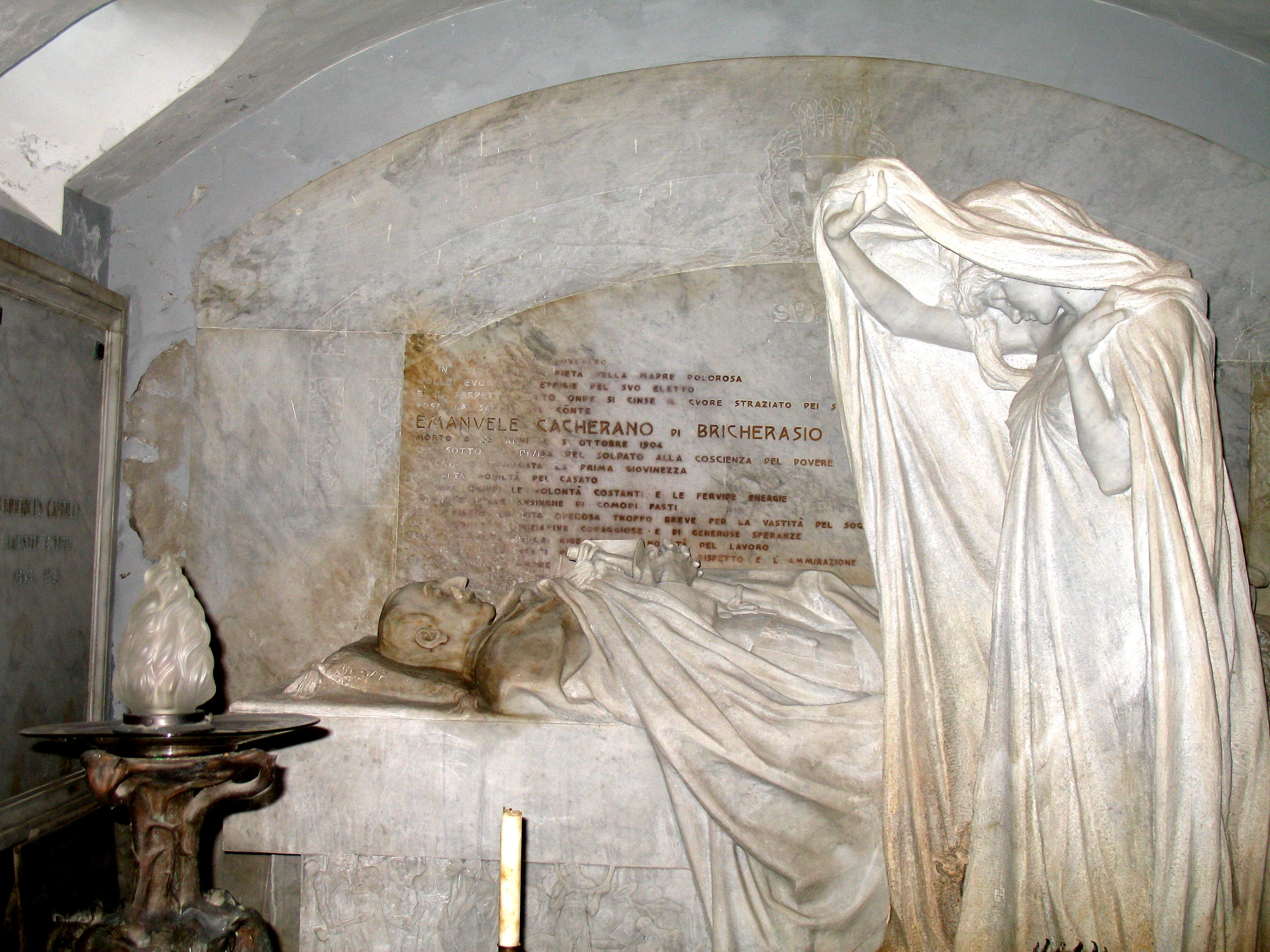
La tomba di Emanuele Cacherano di Bricherasio, opera dello scultore Leonardo Bistolfi, nella cripta della Cappella Bricherasio a Fubine (AL)

Il conte Emanuele Cacherano di Bricherasio venne trovato morto il 3 ottobre 1904, durante il suo soggiorno al castello di Agliè, ospite del duca Tommaso di Savoia-Genova e della moglie Isabella di Baviera. La causa della sua improvvisa scomparsa non è mai stata del tutto chiarita e, data l'austerità del luogo della sua morte, non vi fu alcuna indagine delle autorità.
 Alcuni storici riprendono ipotesi di natura popolare che si diffusero all'epoca della sua morte, attribuendola a un ipotetico suicidio d'onore, più o meno volontario, a causa d'una presunta relazione con una nobildonna d'alto rango di casa Savoia. Tuttavia, più probabilmente, la vera causa della sua scomparsa fu legata a motivi mai del tutto svelati e forse potrebbe anche far pensare a un probabile omicidio su commissione. 

Un'altra incongruenza si riscontrò nel brevissimo necrologio che gli dedicò il quotidiano La Stampa, malgrado la notorietà del personaggio e le ampie pagine che il quotidiano torinese gli dedicava in vita.

Persino il consiglio d'amministrazione della F.I.A.T., riunitosi proprio all'indomani della sua morte il 4 ottobre 1904, commemorò il defunto fondatore e vicepresidente Bricherasio definendolo semplicemente «amministratore zelante»: un omaggio stranamente sommesso e riduttivo per l'importanza del personaggio, considerando anche l'usuale enfasi retorica tipica dell'epoca.
L'unico possibile depositario dei segreti di Bricherasio fu il Capitano Federico Caprilli, intimo amico della famiglia Bricherasio, che tuttavia morirà anch'egli tre anni dopo in circostanze altrettanto oscure, lasciando agli eredi il compito di bruciare il baule della sua corrispondenza e di seppellire le sue ceneri «quanto più vicino possibile al caro amico Emanuele», tumulato nella cappella di famiglia presso il Palazzo Bricherasio di Fubine.